# Мухаммед Багир Халхали
Мухаммед Багир Халхали (азерб. Məhəmməd Bağır Xalxali; 1830—1900) — азербайджанский поэт второй половины XIX века.

## Биография
Мухаммед Багир родился в 1830 году в селе Агкенд Халхалского магала. Первоначальное образование он получил от отца Ахунд Моллы Гейдара. В 14 лет отправился на учёбу в Зенджан, а оттуда в Казвин. После получения образования поэт стал моджахедом и начал преподавать религию в Халхале. Мухаммед Багир скончался в 1900 году в Агкенде и был похоронен там же.

## Творчество
Самое известное произведение Мухаммед Багира Халхали — поэма «Сялябиййя» (азерб. Sələbiyyə) или «Тюлькюнаме», написанное в 1893 году. Книга написана на простом языке и в жанре реализма. Помимо этого он написал на азербайджанском и персидском языках многочисленные мухаммасы, марсия, газели, муамма и бейты. Его диван был издан в 1901 году в Тебризе Тявяккюль-ага Халхали.